# Susanne Levy
Susanne Levy (* 5. Dezember 1921 in Nürnberg; † 19. November 2009 in Basel) war eine Schweizer Kunstmalerin, Grafikerin, Zeichnerin, Bildhauerin und Fotografin.

## Leben
Susanne Levy erhielt eine Ausbildung an der Kunstakademie Florenz in den Jahren 1937 und 1938, sowie an der Kunstgewerbeschule Basel (Kurse für Fotografie und Grafik). Ausserdem absolvierte sie eine Lehre als Fotografin im Atelier Eidenbenz, Basel (die Brüder Eidenbenz waren damals bekannt als Fotografen und Plakatgestalter) sowie Praxis in verschiedenen Maler- und Bildhauerateliers im In- und Ausland. Sie war Bürgerin von Basel und lebte in Arlesheim BL. 1940 erfolgte ihre Heirat mit Ernst Levy. Sie war gut bekannt mit dem Maler Mark Tobey, der von 1960 bis 1976 in Basel wohnte.

## Werk
Levys Werk umfasst Plastiken, Zeichnungen, Collagen und abstrakte Bilder (vorwiegend in Acryl).  Seit 1977 gab es verschiedene Editionen von Künstlerbüchern in grafischen Techniken mit eigenen Texten und zahlreiche Unikate auf meistens handgeschöpftem Papier.

## Ausstellungen (Auswahl)
| Kantonsbibliothek Baselland, Liestal - 1987: «Töne der Stille»: zwölf Gedichte, eingefügt in Blindprägungen - 1995: Haiku - 1996: «Eingependelt ins Herzlot»: 15 Gedichte in Farben* - 1998: «Spurenlese» - 2000: «Findlinge»: Gedichte - 2002: «Voces intimae» - 2004: «Variationen über das Thema Spirale» Schweizerische Nationalbibliothek, Bern - 1983: 10 Aquatinta-Radierungen und Texte - 1987: «Töne der Stille»: zwölf Gedichte, eingefügt in Blindprägungen - 1998: «Spurenlese»: 36 Gedichte und Handzeichnungen - 2000: «Findlinge»: Gedichte | - 1964: Herbert Tannenbaum Galleries, New York USA - 1966: Galerie Münsterberg, Basel - 1968: Drian Galleries, London GB - 1974: Galerie Löw, Basel - 1978: Hollerhaus, Irschenhausen bei München D - 1982: Galerie Zur alten Kanzlei, Zofingen - 1987: Schweizer Papiermuseum, Basel - 1989: Galerie a 16, Zürich |

## Ankäufe
Bilder wurden angekauft von der Kunstkredit BL, der Gemeinde Arlesheim und der Gemeinde Aesch. Ihre Bücher findet man in zahlreichen Universitäts- und öffentliche Bibliotheken in der Schweiz, Deutschland und den USA.